# Bobo's Beat
Bobo's Beat è il secondo album di Willie Bobo, pubblicato dalla Roulette Records nel 1964.

## Tracce
Lato A
1. Bon Sueno – 2:30 (Frank Colon) – Registrato l'11 ottobre 1962 a New York
2. Naked City Theme – 2:17 (Billy May) – Registrato l'11 ottobre 1962 a New York
3. Felicidade – 3:28 (Antônio Carlos Jobim, Vinícius de Moraes) – Registrato l'11 ottobre 1962 a New York
4. Bossa Nova in Blue – 2:44 (Frank Anderson) – Registrato l'11 ottobre 1962 a New York
5. Boroquinho – 4:30 (Christopher Boscole) – Registrato l'11 ottobre 1962 a New York

Lato B
1. Crisis – 5:15 (Freddie Hubbard) – Registrato l'11 ottobre 1962 a New York
2. Mi Fas Y Recordar – 3:56 (Bill Salter) – Registrato l'11 ottobre 1962 a New York
3. Capers – 3:47 (Tom McIntosh) – Registrato l'11 ottobre 1962 a New York
4. Let Your Hair Down Blues – 5:13 (Frank Anderson) – Registrato l'11 ottobre 1962 a New York

Edizione CD del 2003, pubblicato dalla Blue Note Records
1. Bon Sueno – 2:30 (Frank Colon)
2. Naked City Theme – 2:17 (Billy May)
3. Felicidade – 3:28 (Antônio Carlos Jobim, Vinícius de Moraes)
4. Bossa Nova in Blue – 2:44 (Frank Anderson)
5. Boroquinho – 4:30 (Christopher Boscole)
6. Crisis – 5:15 (Freddie Hubbard)
7. Mi Fas Y Recordar – 3:56 (Bill Salter)
8. Capers – 3:47 (Tom McIntosh)
9. Let Your Hair Down Blues – 5:13 (Frank Anderson)
10. Trinidad – 2:59 (Tescho Wiltshire) – Registrato il 27-28 maggio 1964
11. Timbale Groove – 2:45 (Tescho Wiltshire) – Registrato il 27-28 maggio 1964

## Musicisti
Brani da A1 a B4
- Willie Bobo - percussioni, timbales
- Clark Terry - tromba
- Joe Farrell - sassofono tenore
- Frank Anderson - pianoforte, organo
- + altri musicisti non accreditati